# Reklámajándék
A reklámajándék a vállalati imázs, illetve brandépítés céljából alkalmazott marketingeszköz. A reklámajándékok közé tartoznak a különféle promóciós árucikkek, termékek, ajándéktárgyak, amelyeket angolul gyakran swag vagy schwag néven is emlegetnek. Ezek olyan marketingeszközök, általában hétköznapi használati tárgyak, amelyeken fel van tüntetve a cég neve, logója vagy egy adott kampányhoz vagy céghez kapcsolódó szlogen. A márkaépítés mellett a reklámajándékok gyakori eszközök gerillakampányokban is.

## Története
Az első ismert promóciós termékek az Amerikai Egyesült Államokban kerültek alkalmazásra a 18. században. Ezek emlékkitűzők voltak, amelyeket George Washington amerikai elnök választási kampányában osztogattak a választóknak 1789-ben. A 19. század elején már számos reklámajándék, promóciós termék fordult elő, amelyeket a politikában vagy éppen a kereskedelemben használtak népszerűsítés, reklámozás céljára, mint például naptárak, vonalzók, fából készült egyedi tárgyak. Alkalmazásuk azonban ekkor még nem volt bevett és széles körben elterjedt gyakorlat, nem léteztek kifejezetten ezzel foglalkozó cégek. A reklámajándékok megtervezésére, gyártására és terjesztésére ekkor még nem jöttek létre specializálódott ügynökségek és vállalatok a század végéig.
Sokan tekintik a reklámajándékok ipara egyik atyjának az amerikai Jasper Meeks ohiói nyomdászt. Meeks egy helyi cipőboltot győzött meg arról, hogy olyan könyves zsákokkal lássák el a közeli iskolákat, amelyeken szerepelt a cég neve. Egy másik nyomdásznak, a Coshocton városában dolgozó Henry Beach-nek, aki Meeks versenytársa volt, megtetszett ez az ötlet és maga is elkezdte alkalmazni. Ők ketten hamarosan számos különféle, logóval ellátott tárgyat kezdtek el gyártani és értékesíteni, többek között üveggolyós zsákokat, névjegykártyatartókat, naptárakat, kártyákat, szövetsapkákat és kötényeket.
Az első szakmai szervezetet 1904-ben alapította meg közösen 12 promóciós termékeket gyártó vállalkozás. Ez a szervezet a Promotional Products Association International (PPAI) volt, amely még napjainkban is tevékenykedik és jelenleg több mint 7500 tagot számlál. A PPAI a promóciós termékek iparában mintegy 4800 gyártót és 22 000 terjesztőt képvisel.
Az 1950-es évekre az Egyesült Királyságban és Írországban már kialakult és gyökeret vert a promóciós termékek ipara. Ezt megelőzően a különféle cégek, vállalatok és vállalkozások ugyan alkalmaztak reklámajándékokat és promóciós termékeket, nem beszélhettünk azonban kialakult üzletágról. A promóciós termékek ipara az 1970-es években indult robbanásszerű növekedésnek. Rengeteg vállalat ismerte fel ebben az időszakban a vállalati identitás, a márka, a brand, az egyes termékek reklámozásának értékét, s azt a lehetőséget, amelyet a logóval ellátott ajándéktárgyak jelentettek. Az első években persze a promóciós termékek köre meglehetősen szűk volt, az évek során azonban kialakult az igény a cégek részéről, hogy rendelkezésükre álljon egy szélesebb termékskála, amelynek darabjait brandépítés céljára alkalmazhatják és ajándékba adhatják vagy eladhatják ügyfeleiknek.
Az ezt követő években készültek el az első promóciós termékkatalógusok. Az ezekben található termékeket nem csak ajándékba adták, az ügyfelek meg is vásárolhatták azokat. Az 1990-es években megjelentek a katalógusszolgáltatások, amelyek számos terjesztői forrásból dolgoztak egyszerre, s ekkor jelentek meg a katalóguscsoportok (Catalogue Group) is, amelyek egyedi katalógusokat állítottak össze földrajzi szegmensek alapján, az adott szegmensben működő promóciós termékeket terjesztő vállalatok számára. Egy ilyen csoporthoz való tartozásnak számos előnye volt, mint a cégek közötti kapcsolatok kialakítása, árkedvezmények és bizonyos ügyfélszolgáltatások. Ilyen csoportok természetesen ma is működnek, ilyen például az Envoy Group, amely bizonyos terjesztők számára, amelyek legalább hároméves múlttal rendelkeznek az iparban kedvezményes termékeket kínál.
Az ipar legsikeresebb időszaka volt ez, amikor a legtöbb reklámajándékot értékesítették, elsősorban természetesen karácsony és az ajándékozási szezonok környékén. Ez az Egyesült Királyság multikulturálissá válásával változott meg a '90-es évek elején, amikor a karácsonyi ajándékok is veszítettek népszerűségükből. A cégek is kreatívabb marketingmegoldásokat kezdtek alkalmazni, és már egész évben terjesztették promóciós ajándékaikat, hogy támogassák termékkampányaikat és hatékonyabb brandépítést végezzenek vagy éppen promóciós eseményeiket reklámozzák.
A XXI. századra megváltozott a promóciós termékkatalógusok szerepe, mivel immár nem voltak képesek átfogóan megjeleníteni a reklámajándékok rendkívül széles választékát. 2007-ben a katalógusokat már e-mailben terjesztették a korábban széles körben alkalmazott postai út helyett, és ekkor már sokkal inkább egyfajta névjegyként funkcionáltak, bemutatták, mivel foglalkozik egy adott vállalat és kevésbé voltak létfontosságú elemei a salesnek. A nyomtatott katalógusok használata nagymértékben visszaesett a XXI. század első évtizedének végére.
A terjesztők és forgalmazók ma a kreatív termékek szakértő szolgáltatóiként működnek. Az ilyen vállalatok elsősorban az ajándéktermékek gyártóival való közvetlen kapcsolattartás és a különféle szakmai rendezvények által tartják frissen kínálatukat és szolgáltatásaikat. 2004-től kezdve az interneten keresztül is elkezdtek egymással kereskedni a reklámajándékok gyártói és terjesztői, egy olyan zárt online kereskedelmi hálózatot hozva létre, amely az ügyfeleiket jelentő vállalatok számára nem hozzáférhető.
2008-ban már szinte minden terjesztő rendelkezett saját weboldallal, amelyeken az elérhető termékek széles választékát jelenítik meg. Kevés olyan weboldal van azonban, ahol online is megrendelhetőek promóciós termékek, elsősorban azért, mert ez nagymértékben megbonyolítaná a termékek személyre szabását, márkásítását.

## Előállítás
A reklámajándékok legfőbb vásárlói az Egyesült Államokban, Kanadában, az Egyesült Királyságban és Írországban működő vállalatok, akikhez a termékek erre szakosodott terjesztőkön keresztül jutnak el. Ezeket a terjesztőket promóciós termékforgalmazóknak nevezik.
A terjesztők több tízezer termék beszerzésével és eladásával foglalkoznak a világ minden részén. Ez a terjesztői hálózat még az internet elterjedésével sem változott meg jelentősen.
Ennek fő oka, hogy a promóciós termékek természetüknél fogva egyediek, mindig megfelelően reprezentálniuk kell az adott vállalatot, brandet vagy terméket. A terjesztők segítenek ügyfeleiknek a reklámajándékok megtervezésében – a logók elhelyezésében, színek kiválasztásában, a megfelelő grafikák kiválasztásában, de még az alapvető formátum meghatározásában is, tehát lényegében marketing-konzultánsként is közreműködnek. A cél természetesen mindig az, hogy a reklámajándék megfelelően egyedi és kreatív legyen, amely megragadja a potenciális vásárlók figyelmét. Ehhez természetesen ismerniük kell az egyes ellátók képességeit és kínálatát, és szoros kapcsolatot kell tartaniuk ügyfeleikkel. Tehát míg a terjesztők általában hatékonyan jelen vannak az interneten, a reklámajándék-gyártók ezt sokszor szükségtelennek tartják, hiszen termékeiket azoknak a terjesztőknek adják el, akikkel egyébként is napi kapcsolatban állnak.

## Termékek és alkalmazásuk
A reklámajándékokat világszerte alkalmazzák márkák, termékek és vállalatok népszerűsítésére. Használják őket szóróanyagként is rendezvényeken, például kiállításokon vagy termékbemutatókon. Reklámajándékokat használnak sokszor nonprofit szervezetek is, hogy ügyüket, rendezvényeiket népszerűsítsék.
Reklámajándék lehet tehát szinte bármi, amit ellátnak a promóció céljából alkalmazott logóval, szlogennel vagy márkanévvel. A leggyakoribb reklámajándékok között ott vannak a pólók, sapkák, kulcstartók, poszterek, matricák, tollak, bögrék, lufik vagy éppen karkötők. Nagy divat a kitűzők alkalmazása is, amelyek olcsón előállítható és igen divatos kiegészítők, amelyek tökéletesen alkalmasak a különféle brandek, szlogenek megjelenítésére. A legnagyobb kategória természetesen a hordható termékeké, amelyek viselője reklámhordozóvá is válik egyben. Az összes reklámajándék mintegy 30 százaléka tartozik ide. Egyre népszerűbbek napjainkban az olyan promóciós termékek is, amelyek környezetbarát alapanyagokból készülnek. Ilyen anyag például a bambusz, amelyből költséghatékonyan és környezetkímélően állíthatók elő a legkülönfélébb reklámajándékok.
Gyakoriak az olyan reklámajándékok is, amelyek szorosan köthetőek bizonyos hobbikhoz vagy tevékenységekhez. Így például szabadidős tevékenységekhez használható kisebb termékek, mint a bicskák, iránytűk, vagy a barkácsolást szeretők számára a különféle szerszámok és hasonló használati tárgyak. Ezenfelül különböző rendezvényeken is megjelennek a reklámajándékok, mint például céges családi napok vagy akár futóversenyeken.
A reklámajándékok alapvetően két csoportba sorolhatóak: direkt és indirekt reklámajándék.
Azokat az ajándékokat nevezzük direkt reklámajándéknak, amelyeket a cég saját működése során termékként állít elő. Ezekben az esetekben nem csak az egyszerű brandépítés a cél, hanem magát a terméket is népszerűsíti a vállalat.
Indirekt reklámajándéknak nevezzük azokat az ajándéktárgyakat, amelyeket nem a cég állít elő, hanem csak mint reklámhordozó alkalmazza a vállalkozás saját maga népszerűsítésére.
A legtöbb reklámajándék kisméretű és értékű, de természetesen tartozhatnak ide prémium termékek is. Erre jó példa, amikor hírességek vagy vállalatok egyébként drága parfümöket, ruhadarabokat és kiegészítőket vagy éppen elektronikai eszközöket ajándékoznak bizonyos promóciós eseményeken. Egyes vállalatok kifejezetten hírességeket céloznak meg luxuskategóriás reklámajándékaikkal abban a reményben, hogy azokat hordani, használni fogják, s így nagy közönség előtt reklámozzák majd az adott brand-et. Ezekben az esetekben általában le is fényképezik a hírességeket az adott termékkel, így a fotókat a cég később felhasználhatja a marketing kampányokhoz.
A vállalatok pozitív érzést és kellemes emlékeket szeretnének létrehozni az ügyfeleikben és a reklámajándékozással ezt a pozitív visszacsatolást képesek megerősíteni. Olyan élményeket kötnek adott termékekhez, amelyeket már alapból jónak ítélnek meg a fogyasztók. Ezenfelül a cég képviselni tudja az általa közvetített értékeket és így a célközönsége is jobban meg tudja ismerni a kitűzött céljait.

## Fordítás
- Ez a szócikk részben vagy egészben  a   Promotional merchandise című angol Wikipédia-szócikk ezen változatának fordításán alapul.  Az eredeti cikk szerkesztőit annak laptörténete sorolja fel. Ez a jelzés csupán a megfogalmazás eredetét és a szerzői jogokat jelzi, nem szolgál a cikkben szereplő információk forrásmegjelöléseként.